# Tārāpur
Tārāpur är en ort i Indien.   Den ligger i distriktet Thane och delstaten Maharashtra, i den västra delen av landet, 1 100 km söder om huvudstaden New Delhi. Tārāpur ligger 7 meter över havet och antalet invånare är 7 493.
Terrängen runt Tārāpur är mycket platt. Havet är nära Tārāpur västerut. Runt Tārāpur är det tätbefolkat, med 397 invånare per kvadratkilometer. Närmaste större samhälle är Dāhānu, 11,8 km norr om Tārāpur. Omgivningarna runt Tārāpur är en mosaik av jordbruksmark och naturlig växtlighet.